# LNER A3形蒸気機関車4472号機 フライング・スコッツマン
LNER A3形蒸気機関車4472号機 フライング・スコッツマンは、ロンドン・アンド・ノース・イースタン鉄道（LNER）のA1・A3形の1両として、1923年2月 に製造された急行旅客用パシフィック型蒸気機関車である。設計者はナイジェル・グレズリー。
主にLNERと後継のイギリス国鉄による東海岸本線の長距離急行列車に使用され、特にロンドンのキングス・クロス駅と、エディンバラを結ぶ列車「フライング・スコッツマン」とそれに因む車両愛称で知られる。

## 歴史
1922年、グレート・ノーザン鉄道の技師長ナイジェル・グレズリーは、急行旅客列車用に軸配置4-6-2（パシフィック）の3気筒蒸気機関車「A1形」を設計した。グレズリーはGNRやNERの統合により誕生したロンドン・アンド・ノース・イースタン鉄道 (LNER) においても技師長に就任し、A1形の製造も継続された。A3形4472号機は、1923年2月にA1形1472号機としてドンカスター工場で製造された。1924年2月にLNERの4472号機に改番され、併せて「フライング・スコッツマン」の愛称が付与された。
1928年にはロンドンとエディンバラを結ぶノンストップの「フライング・スコッツマン」の牽引機5両のうちの1両となり、1928年5月1日のノンストップ一番列車を4472号機が牽引した。水の補給にウォーター・スクープを用いて途中停車を不要にしたことで、ロンドン・エディンバラ間631kmを無停車で所要時間8時間の運行が達成された。

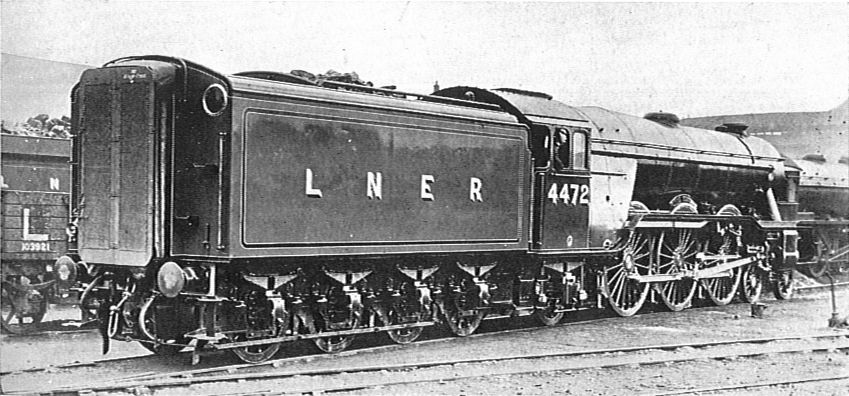
4472号機の貫通路付き炭水車

長時間無停車運転による乗務員交代の対策として、炭水車は貫通路が設置されており、列車を停車させることなく機関士・機関助士の交代を行うことが可能となった。1928年4月から1936年10月までこの貫通型炭水車を使用後A4形に譲り、4472号機は引退まで通常の炭水車を連結した。
1934年11月30日、4472号機は当時の蒸気機関車で世界最速となる時速100マイル（160km/h）の公式記録を達成した。非公式も含めればグレート・ウェスタン鉄道の「シティ・オブ・トゥルーロ」が先行していたが、公式記録ではフライング・スコッツマンが世界初となる。
1928年にA1形の改良版となるA3形が登場した。グレズリーがA1形を基本にボイラー圧力の変更等を加えて設計したもので、既存のA1形も大部分が改造でA3形に編入された。4472号機もドンカスター工場で改造工事を受け、1947年1月4日にA3形として再登場した。全長21.6メートル、高さ4メートル、重量159トン、3つのシリンダーを備え、最高速度は時速173キロ。
1948年にはイギリス国鉄に継承され、機番も60103号機となった。1963年1月4日の運用をもって引退した。廃車後は解体される予定であったが、A3形で唯一解体を免れた保存機となった。

## 保存活動
1963年に引退した4472号機は、アメリカ人の実業家アラン・ペグラーに売却され、イギリス国内でのツアー運転に使用された。イギリス国内での蒸気機関車による定期運転が消滅し、線路内の給水路も無くなったため、長距離運転時の水を確保するため、2両目の炭水車が追加された。1969年には大西洋を渡りテキサス州などで遊覧列車として走ることとなった。この時アメリカの鉄道法規に従い前照灯、ベル、カウキャッチャーが付けられ、オリジナルの外観は失われてしまった。
1972年、ペグラーが破産手続を申請したことで、A3形はアメリカ政府当局により没収、スクラップとなるところだった。その没収手続きが始まろうとした寸前、イギリスの経済人ウィリアム・マッカルパインが買い取り、無事にA3形はイギリスに戻ることとなった。Derby工場で修理し外観もオリジナルに戻された。オーストラリアに渡り、豪建国200周年記念祭で披露されるなどしたが、再び資金難に陥り、1996年英国人トニー・マーチントンが150万ポンドで買い取り、100万ポンドかけて修理し1999年に完成した。しかし同人が破産したため2004年に競売にかけられ、ヨークにある国立鉄道博物館が落札。同博物館の所有物となり、2005年にも臨時列車として走っている（この時の炭水車は1台）。
2013年よりRiley and Son Ltd.社による動態復元が開始され、2016年1月に運行を再開した。イギリス国鉄の60103号機の姿に復元され、2016年2月25日にはキングス・クロス駅からヨークまでの本線走行が行われた。

## 番号の変遷
イギリスの鉄道会社の変遷とともに、A1/A3形の番号も変化した。
- 1472 - LNER（1923年 - 1924年）
- 4472 - LNER（1924年 - 1946年）
- 502 - LNER（1946年）
- 103 - LNER、イギリス国鉄（1946年 - 1948年）
- 60103 - LNER、イギリス国鉄（1948年 - 1963年）

2016年の動態復元後は、イギリス国鉄当時の60103号が付されている。

## 登場作品

### 汽車のえほん・きかんしゃトーマス
ウィルバート・オードリー著『汽車のえほん』の23巻、「機関車のぼうけん」に登場。同作品に登場する他の機関車と同じくボイラーの先端に顔がある。また、同作品に登場するゴードンはフライング・スコッツマンの兄弟という設定である。
なお、この作品を原作とするテレビ人形劇『きかんしゃトーマス』では、「よそから来た機関車」として炭水車のみが登場し、原作におけるフライング・スコッツマンとは完全に別の機関車とされている。
その後、2016年公開のCGアニメ長編「きかんしゃトーマス 走れ!世界のなかまたち」で正式に登場。こちらでは原作での兄弟設定が引き継がれている。デザインは基本的に原作に準じたダブルテンダー搭載のLNER仕様だが、イギリス国鉄所属時代の煙突や除煙板を装備するなど、両者を掛け合わせたような仕様となっている。
2021年のフルリニューアル以降でも、名前が感嘆として言及されたが、機関車の個体名と列車名のどちらを指しているかは不明。

### その他
1928年に制作された映画『フライング・スコッツマン』では、本機4472号機が登場する。
列車運転シミュレーションゲーム『Microsoft Train Simulator』では、1920年代当時の4472号機「フライング・スコッツマン」を運転できる。
2018年10月2日（アルティメット版：9月28日）に発売された『Forza Horizon 4』のショーケースイベント「The Flying Scotsman Showcase」にてAriel Nomadの競争相手としてA3形4472号機が登場する。